# Powiat de Skierniewice
Le Powiat de Skierniewice (en polonais: powiat skierniewicki) est un powiat (district) du centre de la Pologne, dans la Voïvodie de Łódź.
Le chef-lieu en est la ville de Skierniewice. 
La population en est de 37 701 (2007). 
La superficie de 756,12 km2.
Il se divise en 9 communes (gmina).

## Communes du powiat

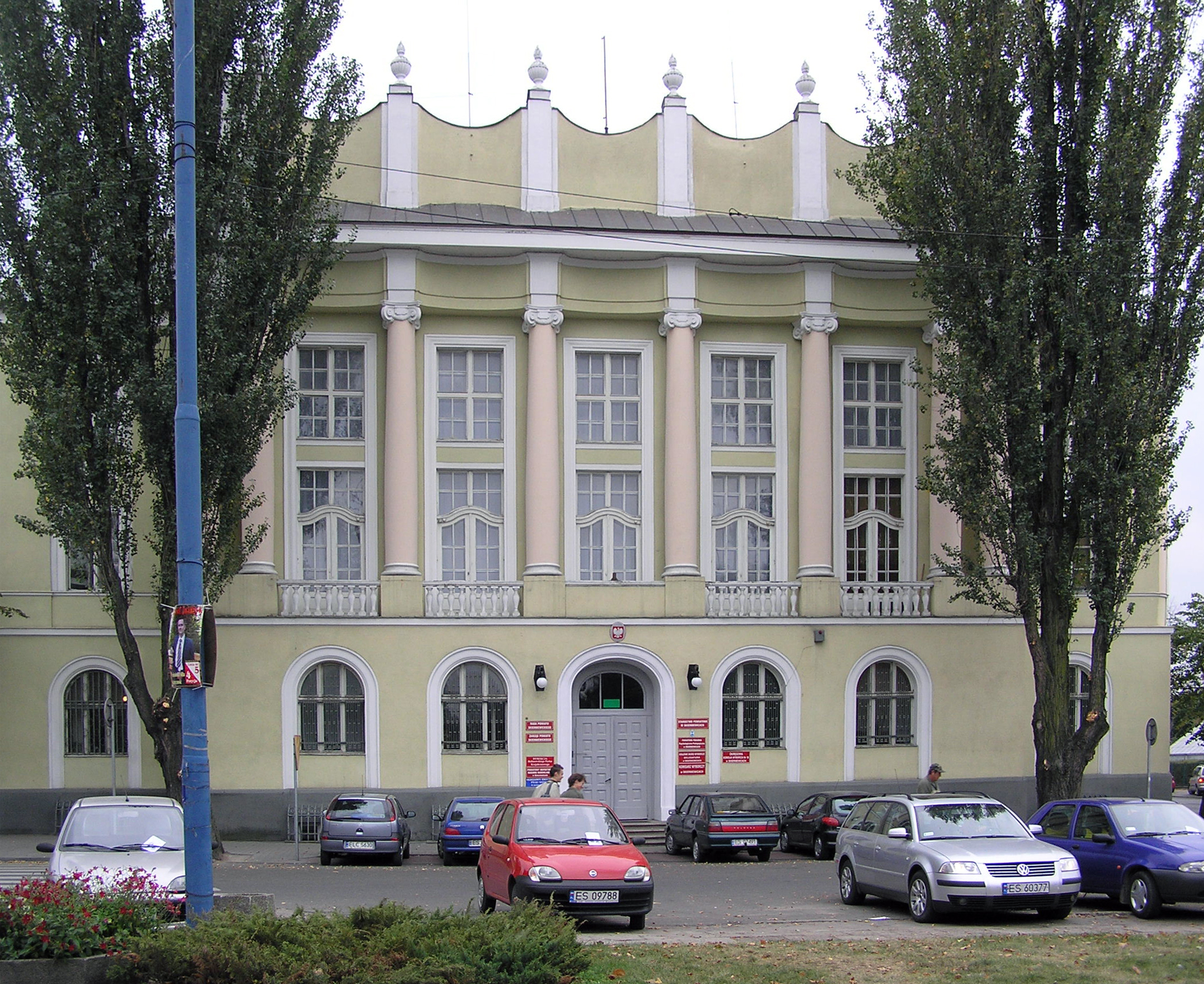
starostwo powiatowe

| Gmina                                     | Type  | Superficie (km²) | Population (2006) | Siège               |
| Skierniewice                              | rural | 131.7            | 6,736             | Skierniewice *      |
| Głuchów                                   | rural | 111.3            | 6,001             | Głuchów             |
| Maków                                     | rural | 83.0             | 5,996             | Maków               |
| Bolimów                                   | rural | 112.2            | 4,026             | Bolimów             |
| Lipce Reymontowskie                       | rural | 42.7             | 3,323             | Lipce Reymontowskie |
| Nowy Kawęczyn                             | rural | 104.4            | 3,295             | Nowy Kawęczyn       |
| Kowiesy                                   | rural | 85.6             | 3,035             | Kowiesy             |
| Godzianów                                 | rural | 44.1             | 2,709             | Godzianów           |
| Słupia                                    | rural | 41.2             | 2,658             | Słupia              |
| * le siège ne fait pas partie de la gmina |       |                  |                   |                     |